# Flagelación de san Jerónimo (Zurbarán)
Flagelación de san Jerónimo o San Jerónimo flagelado por ángeles es una obra de Francisco de Zurbarán, perteneciente a una serie de tres pinturas de este pintor, en la capilla de san Jerónimo, del Real Monasterio de Santa María de Guadalupe. 

## Introducción
En 1638, Zurbarán pintó —para el Monasterio de Guadalupe— la Misa del padre Cabañuelas, demostrando su habilidad para representar temas inéditos.Al año siguiente, se le encargaron otros siete lienzos, también para la sacristía del monasterio. Zurbarán realizó también, para la capilla de san Jerónimo —adyacente a la sacristía— otras tres obras: el presente lienzo, Tentaciones de san Jerónimo y la Apoteosis de san Jerónimo, que deben ser posteriores a las otras ya que se conserva un documento, fechado en Guadalupe el año 1646 que, con toda probabilidad, se refiere al pago de una de ellas, concretamente al del presente lienzo.

## Tema de la obra
La iconografía de san Jerónimo a menudo prioriza o mezcla la leyenda sobre los datos reales de su vida. El presente lienzo refiere una visión que tuvo Jerónimo en Jerusalén, procedente de Roma, donde habría leído obras de autores como Cicerón y Platón, disfrutando con su estilo elegante, al tiempo que descuidaba la lectura de la Biblia. Según narró a su discípula Eustoquia, en esta visión fue llevado ante Jesús, quien le amonestó por sus preferencias literarias, mandándolo azotar. Jerónimo prometió dejar la lectura de los clásicos, con lo cual terminó su castigo. Este tema se empezó a tratar pictóricamente en España e Italia al final del siglo XVI.

## Descripción de la obra

#### Datos técnicos y registrales
- Guadalupe, Capilla de San Jerónimo;
- Pintura al óleo sobre lienzo;
- Dimensiones: 235 x 290 cm;
- Datación: 1640-1643 ca.;
- Restaurado por el ICRBC en 1992-1993;[5]
- Catalogado por Odile Delenda con el número 165 y por Tiziana Frati con el 283.[6]

#### Análisis de la obra
La escena posee una gran claridad, colores límpidos, tonos transparentes, y magníficos efectos de contraluz. San Jerónimo aparece como un bello joven semidesnudo, arrodillado ante Cristo, quien está sentado más alto, sobre un trono de nubes. Detrás de él, dos grandes ángeles mancebos, de pelo rubio y rizado, van calzados con altos coturnos y visten largas túnicas, una azul y la otra amarilla. Con uno de sus brazos, alzan sendos látigos, pero su gesto parece suspendido por Jesús, quien ha levantado su mano en gesto de perdón. En la parte izquierda, aparecen tres ángeles, uno de los cuales —en primer término— está arrodillado, de perfil, y viste un holgado manto rosado. Este ángel —uno de los más bellos del pintor— señala a Jerónimo y mira a Cristo pidiéndole clemencia.
Como es habitual en Zurbarán, los gestos y juegos de miradas de los personaje son muy importantes. Jesús y dos ángeles bajan sus ojos hacia el penitente, mientras que éste y otros dos ángeles elevan su mirada hacia Cristo. Las manos con los dedos cruzados de Jerónimo expresan su arrepentimiento. La armonía de los personajes es admirable y —a pesar de que la composición tiene un esquema muy estricto— las figuras se sitúan en el espacio con gran naturalidad. La luz proviene de la izquierda, iluminando vivamente el vestido rosa del ángel, las vestiduras azules de Cristo y el paño blanco de Jerónimo. Aparecen dos angelitos en una nube sobre los ángeles azotadores, mientras que hay multitud de rostros de angelitos dorados en el nimbo dorado de Cristo, cuyo color se oscurece según se alejan del Señor.

## Procedencia
1. Ha permanecido siempre in situ, en la capilla de san Jerónimo, del Real Monasterio de Santa María de Guadalupe,